# Bunka no Hi

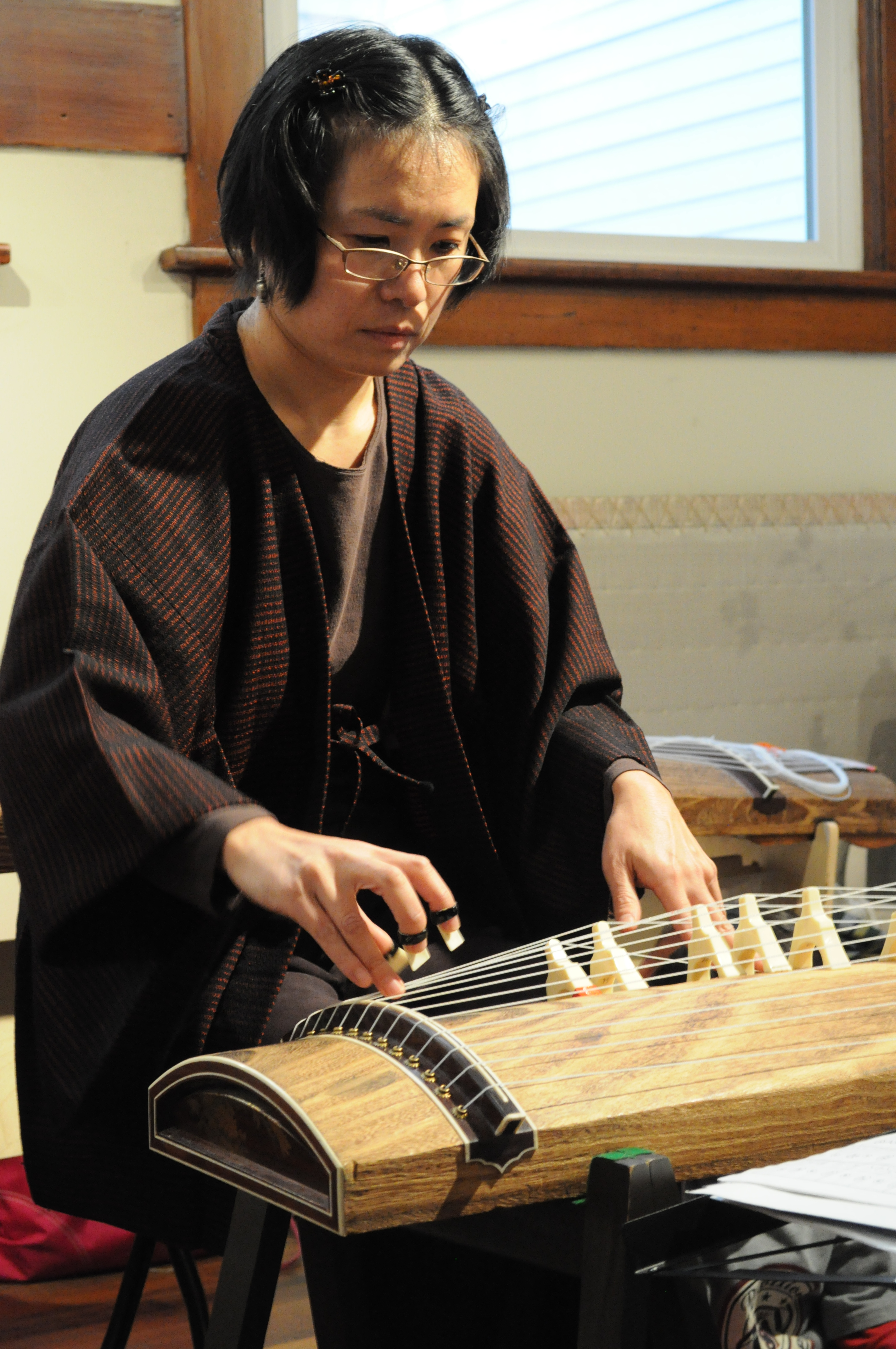
Koto-Spielerin am Tag der Kultur

Bunka no Hi (jap. 文化の日, dt. „Tag der Kultur“) ist ein japanischer Feiertag, der alljährlich am 3. November stattfindet. An diesem Tag wird besonderen Leistungen für die japanische Kultur, künstlerischer und wissenschaftlicher Errungenschaften gedacht. Dazu finden landesweit Kunstausstellungen und Paraden statt. Zudem wird der japanische Kulturorden an Künstler und Wissenschaftler verliehen und die Personen mit besonderen kulturellen Verdiensten werden ernannt und geehrt.

## Ursprung
Von 1873 bis 1912 wurde am 3. November der Geburtstag des Meiji-Tennō (天長節, Tenchōsetsu) als Nationalfeiertag begangen. Mit dem Tod des Tennō 1912 blieb der 3. November zunächst bis 1927 ein Feiertag (明治節, Meijisetsu).
Nach dem Ende des Zweiten Weltkriegs wurde am 3. November 1946 die neue japanische Verfassung verkündet. Zwei Jahre später, am 20. Juni 1948, trat das „Gesetz über die nationalen Feiertage“ (国民の祝日に関する法律, Kokumin no shukujitsu ni kansuru hōritsu, kurz: Shukujitsuhō) in Kraft. Dadurch wurden der Name Bunka no Hi und der 3. November als Feiertag festgelegt. Paragraph 2 des Gesetzes bestimmt als Inhalt: „... die Liebe zur Freiheit und zum Frieden und den Fortschritt der Kultur“. Daneben wird der Tag des Inkrafttretens der Verfassung am 3. Mai als „Tag der Verfassung“ (Kenpō Kinenbi) gefeiert.

## Bräuche
Am Tag der Kultur wird seit 1937 der japanische Kulturorden vom Tennō persönlich vergeben. Es ist eine der höchsten Auszeichnungen für Wissenschaftler, Künstler und Menschen, die sich in besonderem Maße um die japanische Kultur verdient gemacht haben. Zudem werden an diesem Tag die Personen mit besonderen Verdiensten um die japanische Kultur bekannt gegeben. Die Ernennung erfolgt auf Lebenszeit und ist mit einer jährlichen Rentenzahlung verbunden.
Am Tag der Kultur wird unter der Schirmherrschaft des Bunka-chō (文化庁, engl. Agency for Cultural Affairs) seit 1947 die „Nationale Kunstausstellung“ (芸術祭, Geijutsusai, engl. National Arts Festival) eröffnet.
In vielen Städten und Gemeinden finden Feste und kulturelle Aktivitäten statt. Bürgergruppen und Vereine stellen sich vor und organisieren Umzüge. Die Museen öffnen an diesem Tag entgeltlos ihre Türen. Es finden außerdem viele Kampfsportveranstaltungen statt, die auch von der NHK im Fernsehen übertragen werden.
Von verschiedenen Organisationen wird der 3. November gleichzeitig auch als inoffizieller „Gedenktag“ genutzt:
- „Tag des Manga“ (漫画の日, Manga no Hi), Anerkennung von Manga als Bestandteil der Kultur durch den „Verband der Mangaka“, einer vom MEXT bestätigten Vereinigung
- „Tag der Schallplatte“ (レコードの日, Record no Hi) – die Schallplatte wird von der Recording Industry Association of Japan (kurz RIAJ) (日本レコード協会, Nihon Rekōdo Kyōkai) als bedeutsames Kulturgut angesehen
- „Tag der Schreibwaren“ (文具の日, Bungu no Hi) – von den Tokyoter Händlern für Schreib- und Bürobedarf eingerichtet
- „Tag der Kultur im Kansai-Gebiet“ (関西文化の日)